# Tour des Flandres 2012
La 96e édition du Tour des Flandres a eu lieu le 1er avril 2012. Il s'agit de la 8e épreuve de l'UCI World Tour 2012. La victoire est revenue à Tom Boonen (Omega Pharma-Quick Step), qui a devancé au sprint Filippo Pozzato (Farnese Vini-Selle Italia) et Alessandro Ballan (BMC Racing). Déjà vainqueur en 2005 et 2006, il rejoint au palmarès Achiel Buysse, Fiorenzo Magni, Eric Leman et Johan Museeuw, également vainqueurs à trois reprises. Cette victoire, qui vient après celles obtenues au Grand Prix E3 et à Gand-Wevelgem, lui permet de prendre la tête de l'UCI World Tour. En finissant l'épreuve à la 52e place, l'Américain George Hincapie (BMC Racing) établit un nouveau record en terminant son 17e Tour des Flandres et devance le Belge Albéric Schotte qui avait terminé 16 fois la course dont deux victoires.

## Présentation

### Parcours
La course part de Bruges (Flandre-Occidentale) et arrive à Audenarde (Flandre-Orientale), et non à Meerbeke comme c'était le cas depuis 1973. Outre ces deux villes, Renaix était candidate pour accueillir l'arrivée. Ce changement amène les organisateurs à modifier la fin de parcours. Ainsi, le mur de Grammont, « traditionnel juge de paix » de la course qui y passe depuis 1969, en disparaît. Le Vieux Quaremont et le Paterberg acquièrent en revanche davantage d'importance : ils sont empruntés trois fois dans les 80 derniers kilomètres,,,,. Le Grand Prix E3, qui a lieu dix jours auparavant et qui intègre à cette occasion le calendrier UCI World Tour, ajoute le mur de Grammont à son parcours pour la première fois,.

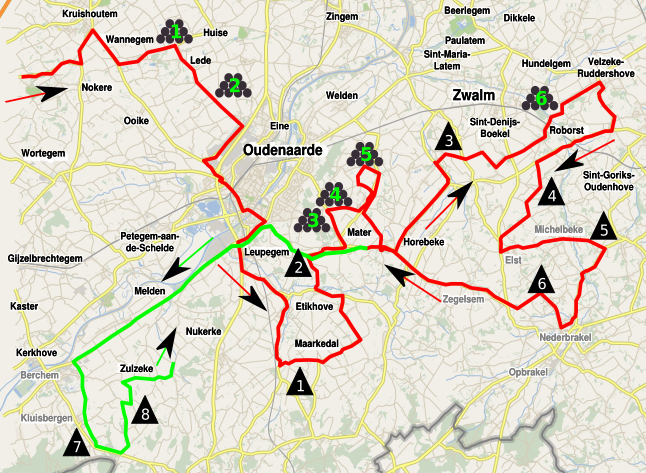
Note: Oudenaarde est le nom néerlandais d'Audenarde et Ronse celui de Renaix
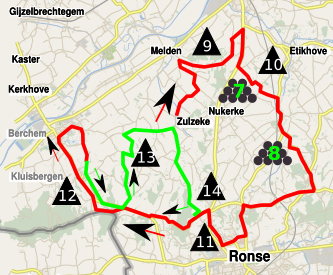
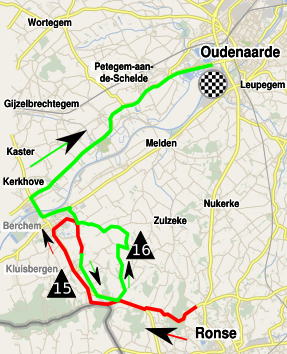

- - Premier tour de circuit
  - Transition vers le deuxième tour de circuit
Note: Oudenaarde est le nom néerlandais d'Audenarde et Ronse celui de Renaix
- - Deuxième tour de circuit
  - Transition vers le troisième tour de circuit
- - Troisième tour de circuit
  - Final

#### Secteurs pavés
Il y a 8 secteurs pavés répartis sur 100 kilomètres.
| Num | Nom              | Kilomètre | Kilomètre de l'arrivée |
| --- | ---------------- | --------- | ---------------------- |
| 1   | Huisepontweg     | 90,6      | 166,3                  |
| 2   | Doorn            | 93,8      | 163,1                  |
| 3   | Holleweg         | 117,1     | 139,8                  |
| 4   | Ruiterstraat     | 118,6     | 138,3                  |
| 5   | Kerkgate         | 121,9     | 135                    |
| 6   | Paddestraat      | 136       | 120,9                  |
| 7   | Mariaborrestraat | 193,6     | 63,3                   |
| 8   | Donderij         | 196,8     | 60,1                   |

#### Monts
16 monts sont au programme de cette édition, pour la plupart recouverts de pavés, à noter que  le Vieux Quaremont et le Paterberg sont empruntés à trois reprises :
| Num | Nom             | Kilomètre | Revêtement | Longueur (m) | Pente moyenne | Kilomètre de l'arrivée |
| --- | --------------- | --------- | ---------- | ------------ | ------------- | ---------------------- |
| 1   | Taaienberg      | 109,3     | pavés      | 800          | 7,1 %         | 147,6                  |
| 2   | Eikenberg       | 115,7     | pavés      | 1 200        | 5,8 %         | 141,2                  |
| 3   | Molenberg       | 131,3     | pavés      | 463          | 7 %           | 125,6                  |
| 4   | Rekelberg       | 145,7     | asphalte   | 800          | 4 %           | 111,2                  |
| 5   | Berendries      | 149       | asphalte   | 936          | 7 %           | 107,9                  |
| 6   | Valkenberg      | 156,8     | asphalte   | 875          | 6 %           | 100,1                  |
| 7   | Vieux Quaremont | 179,5     | pavés      | 2 200        | 4,2 %         | 77,4                   |
| 8   | Paterberg       | 183       | pavés      | 400          | 12,5 %        | 73,9                   |
| 9   | Koppenberg      | 189,6     | pavés      | 600          | 11,6 %        | 67,3                   |
| 10  | Steenbeekdries  | 194,9     | asphalte   | 820          | 7,6 %         | 62                     |
| 11  | Kruisberg       | 210,1     | asphalte   | 1 875        | 4,8 %         | 46,8                   |
| 12  | Vieux Quaremont | 220       | pavés      | 2 200        | 4,2 %         | 36,9                   |
| 13  | Paterberg       | 223,4     | pavés      | 400          | 12,5 %        | 33,5                   |
| 14  | Hoogberg        | 230,4     | asphalte   | 2 975        | 3,5 %         | 26,5                   |
| 15  | Vieux Quaremont | 240,2     | pavés      | 2 200        | 4,2 %         | 16,7                   |
| 16  | Paterberg       | 243,6     | pavés      | 400          | 12,5 %        | 13,3                   |

### Équipes
L'organisateur a communiqué la liste des équipes invitées le 16 janvier 2012 puis a dévoilé la dernière (NetApp) le 14 février 2012. 25 équipes participent à ce Tour des Flandres - 18 ProTeams et 7 équipes continentales professionnelles :
| ProTeams (18)- AG2R La Mondiale - Astana - BMC Racing Team - Euskaltel-Euskadi - FDJ-BigMat - Garmin-Barracuda - Katusha Team - Lampre-ISD - Liquigas-Cannondale - Lotto-Belisol - Movistar Team - Omega Pharma-Quick Step - GreenEDGE - Rabobank - RadioShack-Nissan - Saxo Bank - Sky - Vacansoleil - DCM Équipes continentales professionnelles (7)- Accent Jobs-Willems Veranda's - Argos-Shimano - Team Europcar - Farnese Vini-Selle Italia - Landbouwkrediet-Euphony - NetApp - Topsport Vlaanderen-Mercator |
| |

### Favoris
En l'absence du tenant du titre, le Belge Nick Nuyens (Saxo Bank) blessé à la hanche à la suite d'une chute sur Paris-Nice, deux coureurs sont favoris à sa succession : son compatriote Tom Boonen (Omega Pharma-Quick Step) qui vient de remporter une semaine auparavant le Grand Prix E3 et Gand-Wevelgem et déjà vainqueur en 2005 et 2006 et le Suisse Fabian Cancellara (RadioShack-Nissan) lauréat en 2010 devant Boonen et troisième lors de l'édition 2011, deuxième du dernier Milan-San Remo et vainqueur en solitaire cette année de la difficile course des Strade Bianche.
Les autres candidats à la succession de Nuyens sont le coéquipier français de Boonen Sylvain Chavanel (Omega Pharma-Quick Step) vainqueur des Trois Jours de La Panne quelques jours avant le Tour des Flandres et deuxième en 2011, l'Italien Alessandro Ballan vainqueur en 2007 et le Belge Philippe Gilbert (BMC Racing), son compatriote Sep Vanmarcke (Garmin-Barracuda) vainqueur du Circuit Het Nieuwsblad, le jeune Slovaque Peter Sagan (Liquigas-Cannondale) auteur d'une 4e place à Milan-San Remo après avoir remporté une étape lors du Tirreno-Adriatico, 2e de Gand-Wevelgem et vainqueur d'une étape des Trois jours de La Panne, le Danois Matti Breschel (Rabobank), l'Espagnol Juan Antonio Flecha (Sky), ainsi que le duo belge Stijn Devolder-Björn Leukemans (Vacansoleil-DCM) avec déjà deux victoires sur cette course pour le premier cité.
Le Belge Leif Hoste (Accent Jobs-Willems Veranda's), George Hincapie, Thor Hushovd, et Greg Van Avermaet (BMC Racing), l'Italien Filippo Pozzato (Farnese Vini-Selle Italia), les Néerlandais Sebastian Langeveld (GreenEDGE), Niki Terpstra (Omega Pharma-Quick Step) vainqueur récent d'À travers les Flandres et Lars Boom (Rabobank), le Norvégien Edvald Boasson Hagen et l'Autrichien Bernhard Eisel (Sky) sont également présents,.

## Récit de la course

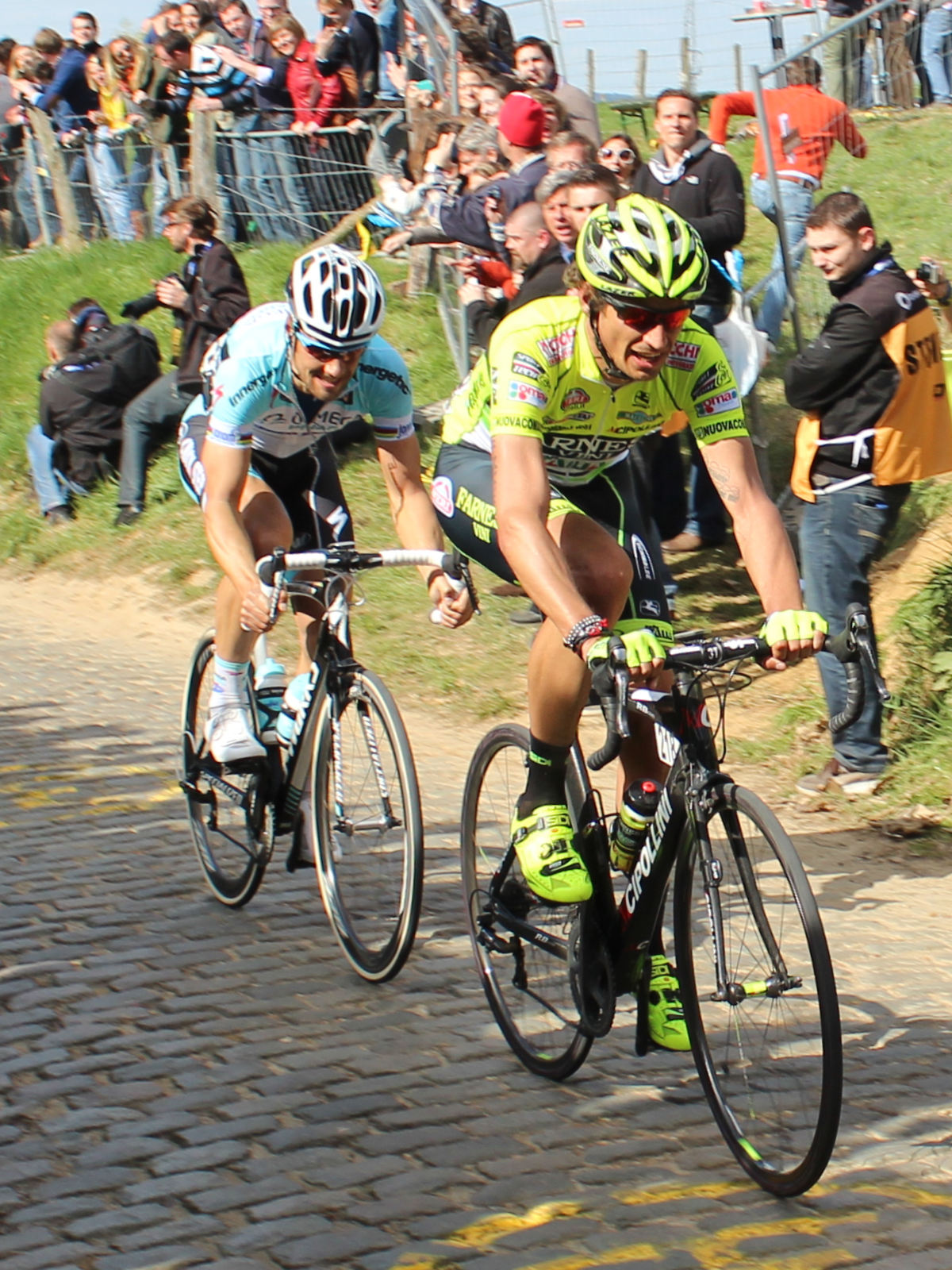
Tom Boonen et Filippo Pozzato lors du troisième passage au Vieux Quaremont

André Schulze (NetApp) est le premier coureur à attaquer. Après vingt kilomètres de course 15 hommes s'échappent. Petit à petit, le groupe perd de son avance et se réduit. À soixante kilomètres de l’arrivée, le principal favori, Fabian Cancellara (RadioShack-Nissan), chute dans la zone de ravitaillement et ne se relèvera pas. Il souffre d'une quadruple fracture de la clavicule. À une quarantaine de kilomètres de l’arrivée, le groupe de tête est repris par le peloton.
Dans le Vieux Quaremont, Sylvain Chavanel (Omega Pharma-Quick Step) impose un tempo soutenu qui opère une première sélection. Derrière, à initiative des formations Sky et Vacansoleil-DCM, un regroupement général s’opère à vingt kilomètres de l’arrivée. Au sommet du Vieux Quaremont, Alessandro Ballan (BMC Racing), Filippo Pozzato (Farnese Vini-Selle Italia) et Tom Boonen (Omega Pharma-Quick Step) prennent les devants.
Le trio prend rapidement de l'avance et va devoir se départager au sprint. Tom Boonen se montre le plus rapide,.

## Classements

### Classement final
| \| Classement général \| Classement général \| Classement général \| Classement général \| Classement général \| \| Coureur \| Coureur \| Pays \| Équipe \| Temps \| \| ------------------ \| -------------------- \| ------------------ \| ------------------------- \| ------------------ \| \| 1er \| Tom Boonen \| Belgique \| Omega Pharma-Quick Step \| 6 h 04 min 33 s \| \| 2e \| Filippo Pozzato \| Italie \| Farnese Vini-Selle Italia \| + 0 s \| \| 3e \| Alessandro Ballan \| Italie \| BMC Racing Team \| + 1 s \| \| 4e \| Greg Van Avermaet \| Belgique \| BMC Racing Team \| + 38 s \| \| 5e \| Peter Sagan \| Slovaquie \| Liquigas-Cannondale \| + 38 s \| \| 6e \| Niki Terpstra \| Pays-Bas \| Omega Pharma-Quick Step \| + 38 s \| \| 7e \| Luca Paolini \| Italie \| Katusha \| + 38 s \| \| 8e \| Thomas Voeckler \| France \| Team Europcar \| + 38 s \| \| 9e \| Matti Breschel \| Danemark \| Rabobank \| + 38 s \| \| 10e \| Sylvain Chavanel \| France \| Omega Pharma-Quick Step \| + 38 s \| \| 11e \| Grégory Rast \| Suisse \| RadioShack-Nissan \| + 38 s \| \| 12e \| Óscar Freire \| Espagne \| Katusha \| + 38 s \| \| 13e \| Fabio Sabatini \| Italie \| Liquigas-Cannondale \| + 38 s \| \| 14e \| Björn Leukemans \| Belgique \| Vacansoleil-DCM \| + 38 s \| \| 15e \| Alexander Kristoff \| Norvège \| Katusha \| + 38 s \| \| 16e \| Matthieu Ladagnous \| France \| FDJ-BigMat \| + 38 s \| \| 17e \| Xavier Florencio \| Espagne \| Katusha \| + 38 s \| \| 18e \| Karsten Kroon \| Pays-Bas \| Saxo Bank \| + 38 s \| \| 19e \| Edvald Boasson Hagen \| Norvège \| Team Sky \| + 38 s \| \| 20e \| Juan Antonio Flecha \| Espagne \| Team Sky \| + 38 s \| |                      |           |                           |                 |
| |                      |           |                           |                 |
| Source : ProCyclingStats |                      |           |                           |                 |
| Classement général |                      |           |                           |                 |
| Coureur | Coureur              | Pays      | Équipe                    | Temps           |
| 1er | Tom Boonen           | Belgique  | Omega Pharma-Quick Step   | 6 h 04 min 33 s |
| 2e | Filippo Pozzato      | Italie    | Farnese Vini-Selle Italia | + 0 s           |
| 3e | Alessandro Ballan    | Italie    | BMC Racing Team           | + 1 s           |
| 4e | Greg Van Avermaet    | Belgique  | BMC Racing Team           | + 38 s          |
| 5e | Peter Sagan          | Slovaquie | Liquigas-Cannondale       | + 38 s          |
| 6e | Niki Terpstra        | Pays-Bas  | Omega Pharma-Quick Step   | + 38 s          |
| 7e | Luca Paolini         | Italie    | Katusha                   | + 38 s          |
| 8e | Thomas Voeckler      | France    | Team Europcar             | + 38 s          |
| 9e | Matti Breschel       | Danemark  | Rabobank                  | + 38 s          |
| 10e | Sylvain Chavanel     | France    | Omega Pharma-Quick Step   | + 38 s          |
| 11e | Grégory Rast         | Suisse    | RadioShack-Nissan         | + 38 s          |
| 12e | Óscar Freire         | Espagne   | Katusha                   | + 38 s          |
| 13e | Fabio Sabatini       | Italie    | Liquigas-Cannondale       | + 38 s          |
| 14e | Björn Leukemans      | Belgique  | Vacansoleil-DCM           | + 38 s          |
| 15e | Alexander Kristoff   | Norvège   | Katusha                   | + 38 s          |
| 16e | Matthieu Ladagnous   | France    | FDJ-BigMat                | + 38 s          |
| 17e | Xavier Florencio     | Espagne   | Katusha                   | + 38 s          |
| 18e | Karsten Kroon        | Pays-Bas  | Saxo Bank                 | + 38 s          |
| 19e | Edvald Boasson Hagen | Norvège   | Team Sky                  | + 38 s          |
| 20e | Juan Antonio Flecha  | Espagne   | Team Sky                  | + 38 s          |

### Classement individuel du World Tour
La course attribue des points au classement UCI World Tour 2012 selon le barème suivant :
| Position           | 1er | 2e | 3e | 4e | 5e | 6e | 7e | 8e | 9e | 10e |
| Classement général | 100 | 80 | 70 | 60 | 50 | 40 | 30 | 20 | 10 | 4   |

Après cette huitième épreuve le classement est le suivant :
| #  | Coureur            | Équipe                  | Points | Précédent | Evolution     |
| -- | ------------------ | ----------------------- | ------ | --------- | ------------- |
| 1  | Tom Boonen         | Omega Pharma-Quick Step | 266    | 4         | +3            |
| 2  | Simon Gerrans      | GreenEDGE               | 210    | 1         | -1            |
| 3  | Vincenzo Nibali    | Liquigas-Cannondale     | 182    | 2         | -2            |
| 4  | Peter Sagan        | Liquigas-Cannondale     | 179    | 6         | +2            |
| 5  | Alejandro Valverde | Movistar                | 167    | 3         | -2            |
| 6  | Óscar Freire       | Katusha                 | 140    | 5         | -1            |
| 7  | Michael Albasini   | GreenEDGE               | 112    | 7         | en stagnation |
| 7  | Bradley Wiggins    | Sky                     | 112    | 8         | en stagnation |
| 9  | Alessandro Ballan  | BMC Racing              | 96     | ??        | +??           |
| 10 | Lieuwe Westra      | Vacansoleil-DCM         | 92     | 9         | -1            |

| #  | Équipe                  | Points | Précédent | Evolution |
| -- | ----------------------- | ------ | --------- | --------- |
| 1  | Liquigas-Cannondale     | 376    | 3         | +2        |
| 2  | Sky                     | 356    | 1         | -1        |
| 3  | Omega Pharma-Quick Step | 349    | 6         | +3        |
| 4  | GreenEDGE               | 333    | 2         | -2        |
| 5  | RadioShack-Nissan       | 315    | 4         | -1        |
| 6  | Katusha                 | 282    | 5         | -1        |
| 7  | BMC Racing              | 208    | 14        | +7        |
| 8  | Movistar                | 198    | 7         | -1        |
| 8  | Vacansoleil-DCM         | 198    | 8         | -1        |
| 10 | Astana                  | 130    | 9         | -1        |

| #  | Pays        | Points | Précédent | Evolution     |
| -- | ----------- | ------ | --------- | ------------- |
| 1  | Belgique    | 467    | 3         | +2            |
| 2  | Espagne     | 461    | 1         | -1            |
| 3  | Italie      | 416    | 2         | -1            |
| 4  | Australie   | 297    | 4         | en stagnation |
| 5  | Pays-Bas    | 204    | 6         | +1            |
| 6  | Suisse      | 198    | 5         | -1            |
| 7  | Slovaquie   | 179    | 8         | +1            |
| 8  | États-Unis  | 141    | 7         | -1            |
| 9  | Royaume-Uni | 118    | 9         | en stagnation |
| 10 | France      | 98     | 10        | en stagnation |

## Liste des participants
- Liste de départ complète

| Légende | Légende                                                         | Légende | Légende                                          |
| ------- | --------------------------------------------------------------- | ------- | ------------------------------------------------ |
| Num     | Dossard de départ porté par le coureur sur ce Tour des Flandres | Pos     | Position à l'arrivée de la course                |
| NP      | Indique un coureur qui n'a pas pris le départ de la course      | AB      | Indique un coureur qui n'a pas terminé la course |
| HD      | Indique un coureur qui a terminé la course hors des délais      |         |                                                  |

| Saxo Bank SAX | Saxo Bank SAX              | Saxo Bank SAX |
| ------------- | -------------------------- | ------------- |
| Num           | Coureur                    | Pos           |
| 1             | Matteo Tosatto (ITA)       | 47e           |
| 2             | Jonas Aaen Jørgensen (DEN) | 104e          |
| 3             | Kasper Klostergaard (DEN)  | AB            |
| 4             | Karsten Kroon (NED)        | 18e           |
| 5             | Anders Lund (DEN)          | 105e          |
| 6             | Jarosław Marycz (POL)      | 103e          |
| 7             | Michael Mørkøv (DEN)       | AB            |
| 8             | Luke Roberts (AUS)         | 91e           |

| BMC Racing Team BMC | BMC Racing Team BMC            | BMC Racing Team BMC |
| ------------------- | ------------------------------ | ------------------- |
| Num                 | Coureur                        | Pos                 |
| 11                  | Philippe Gilbert (BEL) (route) | 75e                 |
| 12                  | Alessandro Ballan (ITA)        | 3e                  |
| 13                  | Michael Schär (SUI)            | 28e                 |
| 14                  | George Hincapie (USA)          | 52e                 |
| 15                  | Thor Hushovd (NOR)             | 55e                 |
| 16                  | Greg Van Avermaet (BEL)        | 4e                  |
| 17                  | Marcus Burghardt (GER)         | 36e                 |
| 18                  | Manuel Quinziato (ITA)         | AB                  |

| Omega Pharma-Quick Step OPQ | Omega Pharma-Quick Step OPQ    | Omega Pharma-Quick Step OPQ |
| --------------------------- | ------------------------------ | --------------------------- |
| Num                         | Coureur                        | Pos                         |
| 21                          | Tom Boonen (BEL)               | 1er                         |
| 22                          | Sylvain Chavanel (FRA) (route) | 10e                         |
| 23                          | Dries Devenyns (BEL)           | 46e                         |
| 24                          | Nikolas Maes (BEL)             | AB                          |
| 25                          | Gert Steegmans (BEL)           | AB                          |
| 26                          | Niki Terpstra (NED)            | 6e                          |
| 27                          | Matteo Trentin (ITA)           | AB                          |
| 28                          | Stijn Vandenbergh (BEL)        | 40e                         |

| Lotto-Belisol LTB | Lotto-Belisol LTB         | Lotto-Belisol LTB |
| ----------------- | ------------------------- | ----------------- |
| Num               | Coureur                   | Pos               |
| 31                | Gaëtan Bille (BEL)        | AB                |
| 32                | Sander Cordeel (BEL)      | AB                |
| 33                | Jens Debusschere (BEL)    | 70e               |
| 34                | Kenny Dehaes (BEL)        | AB                |
| 35                | Jonas Van Genechten (BEL) | AB                |
| 36                | Gert Dockx (BEL)          | 94e               |
| 37                | Marcel Sieberg (GER)      | 67e               |
| 38                | Frederik Willems (BEL)    | AB                |

| Team Sky SKY | Team Sky SKY               | Team Sky SKY |
| ------------ | -------------------------- | ------------ |
| Num          | Coureur                    | Pos          |
| 41           | Edvald Boasson Hagen (NOR) | 19e          |
| 42           | Bernhard Eisel (AUT)       | 54e          |
| 43           | Juan Antonio Flecha (ESP)  | 20e          |
| 44           | Mathew Hayman (AUS)        | 79e          |
| 45           | Jeremy Hunt (GBR)          | AB           |
| 46           | Christian Knees (GER)      | 58e          |
| 47           | Ian Stannard (GBR)         | 57e          |
| 48           | Christopher Sutton (AUS)   | AB           |

| AG2R La Mondiale ALM | AG2R La Mondiale ALM    | AG2R La Mondiale ALM |
| -------------------- | ----------------------- | -------------------- |
| Num                  | Coureur                 | Pos                  |
| 51                   | Manuel Belletti (ITA)   | 97e                  |
| 52                   | Martin Elmiger (SUI)    | AB                   |
| 53                   | Kristof Goddaert (BEL)  | 61e                  |
| 54                   | Gregor Gazvoda (SLO)    | AB                   |
| 55                   | Romain Lemarchand (FRA) | AB                   |
| 56                   | Sébastien Minard (FRA)  | 50e                  |
| 57                   | Lloyd Mondory (FRA)     | 33e                  |
| 58                   | Steve Houanard (FRA)    | AB                   |

| GreenEDGE GEC | GreenEDGE GEC             | GreenEDGE GEC |
| ------------- | ------------------------- | ------------- |
| Num           | Coureur                   | Pos           |
| 61            | Matthew Goss (AUS)        | AB            |
| 62            | Baden Cooke (AUS)         | AB            |
| 63            | Sebastian Langeveld (NED) | AB            |
| 64            | Jens Keukeleire (BEL)     | 31e           |
| 65            | Stuart O'Grady (AUS)      | AB            |
| 66            | Svein Tuft (CAN)          | AB            |
| 67            | Tomas Vaitkus (LTU)       | 87e           |
| 68            | Matthew Wilson (AUS)      | AB            |

| Astana AST | Astana AST               | Astana AST |
| ---------- | ------------------------ | ---------- |
| Num        | Coureur                  | Pos        |
| 71         | Assan Bazayev (KAZ)      | 73e        |
| 72         | Borut Božič (SLO)        | AB         |
| 73         | Dmitriy Gruzdev (KAZ)    | AB         |
| 74         | Jacopo Guarnieri (ITA)   | AB         |
| 75         | Maxim Iglinskiy (KAZ)    | 23e        |
| 76         | Valentin Iglinskiy (KAZ) | AB         |
| 77         | Dmitri Mouraviov (KAZ)   | 39e        |
| 78         | Simone Ponzi (ITA)       | AB         |

| Euskaltel-Euskadi EUS | Euskaltel-Euskadi EUS       | Euskaltel-Euskadi EUS |
| --------------------- | --------------------------- | --------------------- |
| Num                   | Coureur                     | Pos                   |
| 81                    | Pierre Cazaux (FRA)         | AB                    |
| 82                    | Ricardo García Ambroa (ESP) | AB                    |
| 83                    | Pello Bilbao (ESP)          | 92e                   |
| 84                    | Miguel Mínguez (ESP)        | AB                    |
| 85                    | Alan Pérez (ESP)            | AB                    |
| 86                    | Rubén Pérez (ESP)           | 62e                   |
| 87                    | Adrián Sáez (ESP)           | AB                    |
| 88                    | Pablo Urtasun (ESP)         | AB                    |

| FDJ-BigMat FDJ | FDJ-BigMat FDJ           | FDJ-BigMat FDJ |
| -------------- | ------------------------ | -------------- |
| Num            | Coureur                  | Pos            |
| 91             | William Bonnet (FRA)     | AB             |
| 92             | David Boucher (FRA)      | 88e            |
| 93             | Steve Chainel (FRA)      | 32e            |
| 94             | Anthony Geslin (FRA)     | AB             |
| 95             | Matthieu Ladagnous (FRA) | 16e            |
| 96             | Frédéric Guesdon (FRA)   | 65e            |
| 97             | Mickaël Delage (FRA)     | 76e            |
| 98             | Dominique Rollin (CAN)   | 106e           |

| Katusha KAT | Katusha KAT                         | Katusha KAT |
| ----------- | ----------------------------------- | ----------- |
| Num         | Coureur                             | Pos         |
| 101         | Alexander Porsev (RUS)              | AB          |
| 102         | Xavier Florencio (ESP)              | 17e         |
| 103         | Óscar Freire (ESP)                  | 12e         |
| 104         | Maxime Vantomme (BEL)               | 69e         |
| 105         | Vladimir Isaychev (RUS)             | 90e         |
| 106         | Alexander Kristoff (NOR) (route)    | 15e         |
| 107         | Aliaksandr Kuschynski (BLR) (route) | 93e         |
| 108         | Luca Paolini (ITA)                  | 7e          |

| Lampre-ISD LAM | Lampre-ISD LAM         | Lampre-ISD LAM |
| -------------- | ---------------------- | -------------- |
| Num            | Coureur                | Pos            |
| 111            | Daniele Righi (ITA)    | AB             |
| 112            | Manuele Mori (ITA)     | 68e            |
| 113            | Vitaliy Buts (UKR)     | AB             |
| 114            | Davide Cimolai (ITA)   | AB             |
| 115            | Massimo Graziato (ITA) | AB             |
| 116            | Danilo Hondo (GER)     | 34e            |
| 117            | Yuriy Krivtsov (FRA)   | AB             |
| 118            | Davide Viganò (ITA)    | AB             |

| Liquigas-Cannondale LIQ | Liquigas-Cannondale LIQ   | Liquigas-Cannondale LIQ |
| ----------------------- | ------------------------- | ----------------------- |
| Num                     | Coureur                   | Pos                     |
| 121                     | Peter Sagan (SVK) (route) | 5e                      |
| 122                     | Maciej Bodnar (POL)       | 102e                    |
| 123                     | Mauro Da Dalto (ITA)      | AB                      |
| 124                     | Fabio Sabatini (ITA)      | 13e                     |
| 125                     | Ted King (USA)            | 77e                     |
| 126                     | Kristjan Koren (SLO)      | AB                      |
| 127                     | Alan Marangoni (ITA)      | AB                      |
| 128                     | Daniel Oss (ITA)          | 60e                     |

| Movistar Team MOV | Movistar Team MOV               | Movistar Team MOV |
| ----------------- | ------------------------------- | ----------------- |
| Num               | Coureur                         | Pos               |
| 131               | Andrey Amador (CRC)             | 44e               |
| 132               | Imanol Erviti (ESP)             | 78e               |
| 133               | Jesús Herrada (ESP)             | AB                |
| 134               | Ignatas Konovalovas (LTU)       | AB                |
| 135               | Pablo Lastras (ESP)             | 100e              |
| 136               | José Iván Gutiérrez (ESP)       | AB                |
| 137               | Francisco Ventoso (ESP)         | AB                |
| 138               | Giovanni Visconti (ITA) (route) | AB                |

| Rabobank RAB | Rabobank RAB             | Rabobank RAB |
| ------------ | ------------------------ | ------------ |
| Num          | Coureur                  | Pos          |
| 141          | Lars Boom (NED)          | AB           |
| 142          | Jos van Emden (NED)      | AB           |
| 143          | Matti Breschel (DEN)     | 9e           |
| 144          | Tom Leezer (NED)         | AB           |
| 145          | Bram Tankink (NED)       | 53e          |
| 146          | Maarten Tjallingii (NED) | AB           |
| 147          | Dennis van Winden (NED)  | 81e          |
| 148          | Maarten Wynants (BEL)    | 25e          |

| Garmin-Barracuda GRS | Garmin-Barracuda GRS    | Garmin-Barracuda GRS |
| -------------------- | ----------------------- | -------------------- |
| Num                  | Coureur                 | Pos                  |
| 151                  | Tyler Farrar (USA)      | 101e                 |
| 152                  | Heinrich Haussler (AUS) | 30e                  |
| 153                  | Andreas Klier (GER)     | 84e                  |
| 154                  | Martijn Maaskant (NED)  | AB                   |
| 155                  | Jack Bauer (NZL)        | 64e                  |
| 156                  | Jacob Rathe (USA)       | 98e                  |
| 157                  | Johan Vansummeren (BEL) | 49e                  |
| 158                  | Sep Vanmarcke (BEL)     | 48e                  |

| RadioShack-Nissan RNT | RadioShack-Nissan RNT           | RadioShack-Nissan RNT |
| --------------------- | ------------------------------- | --------------------- |
| Num                   | Coureur                         | Pos                   |
| 161                   | Fabian Cancellara (SUI) (route) | AB                    |
| 162                   | Daniele Bennati (ITA)           | 96e                   |
| 163                   | Tony Gallopin (FRA)             | 24e                   |
| 164                   | Markel Irizar (ESP)             | AB                    |
| 165                   | Jesse Sergent (NZL)             | AB                    |
| 166                   | Yaroslav Popovych (UKR)         | 82e                   |
| 167                   | Hayden Roulston (NZL)           | 21e                   |
| 168                   | Grégory Rast (SUI)              | 11e                   |

| Vacansoleil-DCM VCD | Vacansoleil-DCM VCD   | Vacansoleil-DCM VCD |
| ------------------- | --------------------- | ------------------- |
| Num                 | Coureur               | Pos                 |
| 171                 | Stijn Devolder (BEL)  | AB                  |
| 172                 | Kris Boeckmans (BEL)  | 95e                 |
| 173                 | Gustav Larsson (SWE)  | 41e                 |
| 174                 | Björn Leukemans (BEL) | 14e                 |
| 175                 | Marco Marcato (ITA)   | 29e                 |
| 176                 | Wouter Mol (NED)      | 80e                 |
| 177                 | Mirko Selvaggi (ITA)  | AB                  |
| 178                 | Lieuwe Westra (NED)   | AB                  |

| Topsport Vlaanderen-Mercator TSV | Topsport Vlaanderen-Mercator TSV | Topsport Vlaanderen-Mercator TSV |
| -------------------------------- | -------------------------------- | -------------------------------- |
| Num                              | Coureur                          | Pos                              |
| 181                              | Laurens De Vreese (BEL)          | 86e                              |
| 182                              | Eliot Lietaer (BEL)              | AB                               |
| 183                              | Stijn Neirynck (BEL)             | AB                               |
| 184                              | Preben Van Hecke (BEL)           | 66e                              |
| 185                              | Sven Vandousselaere (BEL)        | AB                               |
| 186                              | Pieter Vanspeybrouck (BEL)       | AB                               |
| 187                              | Pieter Jacobs (BEL)              | 51e                              |
| 188                              | Jelle Wallays (BEL)              | AB                               |

| Landbouwkrediet-Euphony LAN | Landbouwkrediet-Euphony LAN | Landbouwkrediet-Euphony LAN |
| --------------------------- | --------------------------- | --------------------------- |
| Num                         | Coureur                     | Pos                         |
| 191                         | Frédéric Amorison (BEL)     | AB                          |
| 192                         | Koen Barbé (BEL)            | 83e                         |
| 193                         | Egidijus Juodvalkis (LTU)   | 35e                         |
| 194                         | Davy Commeyne (BEL)         | 56e                         |
| 195                         | Bert De Waele (BEL)         | 42e                         |
| 196                         | Kurt Hovelijnck (BEL)       | AB                          |
| 197                         | Baptiste Planckaert (BEL)   | 89e                         |
| 198                         | Jonathan Breyne (BEL)       | AB                          |

| Accent Jobs-Willems Veranda's ACC | Accent Jobs-Willems Veranda's ACC | Accent Jobs-Willems Veranda's ACC |
| --------------------------------- | --------------------------------- | --------------------------------- |
| Num                               | Coureur                           | Pos                               |
| 201                               | Leif Hoste (BEL)                  | 37e                               |
| 202                               | Andy Cappelle (BEL)               | 63e                               |
| 203                               | Arnoud van Groen (NED)            | AB                                |
| 204                               | Kévin Van Melsen (BEL)            | AB                                |
| 205                               | Staf Scheirlinckx (BEL)           | 99e                               |
| 206                               | Stefan van Dijk (NED)             | AB                                |
| 207                               | Rob Goris (BEL)                   | AB                                |
| 208                               | James Vanlandschoot (BEL)         | AB                                |

| Farnese Vini-Selle Italia FAR | Farnese Vini-Selle Italia FAR | Farnese Vini-Selle Italia FAR |
| ----------------------------- | ----------------------------- | ----------------------------- |
| Num                           | Coureur                       | Pos                           |
| 211                           | Kevin Hulsmans (BEL)          | 38e                           |
| 212                           | Luca Ascani (ITA)             | AB                            |
| 213                           | Pierpaolo De Negri (ITA)      | AB                            |
| 214                           | Francesco Failli (ITA)        | 43e                           |
| 215                           | Elia Favilli (ITA)            | 22e                           |
| 216                           | Oscar Gatto (ITA)             | 45e                           |
| 217                           | Luca Mazzanti (ITA)           | AB                            |
| 218                           | Filippo Pozzato (ITA)         | 2e                            |

| Argos-Shimano ARG | Argos-Shimano ARG        | Argos-Shimano ARG |
| ----------------- | ------------------------ | ----------------- |
| Num               | Coureur                  | Pos               |
| 221               | John Degenkolb (GER)     | 59e               |
| 222               | Roy Curvers (NED)        | AB                |
| 223               | Tom Dumoulin (NED)       | AB                |
| 224               | Tom Veelers (NED)        | AB                |
| 225               | Dominic Klemme (GER)     | AB                |
| 226               | Ramon Sinkeldam (NED)    | AB                |
| 227               | Tom Stamsnijder (NED)    | 85e               |
| 228               | Ronan van Zandbeek (NED) | AB                |

| Team Europcar EUC | Team Europcar EUC        | Team Europcar EUC |
| ----------------- | ------------------------ | ----------------- |
| Num               | Coureur                  | Pos               |
| 231               | Thomas Voeckler (FRA)    | 8e                |
| 232               | Sébastien Chavanel (FRA) | AB                |
| 233               | Cyril Gautier (FRA)      | AB                |
| 234               | Yohann Gène (FRA)        | AB                |
| 235               | Vincent Jérôme (FRA)     | 27e               |
| 236               | Alexandre Pichot (FRA)   | 74e               |
| 237               | Sébastien Turgot (FRA)   | 26e               |
| 238               | David Veilleux (CAN)     | 72e               |

| NetApp APP | NetApp APP                | NetApp APP |
| ---------- | ------------------------- | ---------- |
| Num        | Coureur                   | Pos        |
| 241        | Jérôme Baugnies (BEL)     | 71e        |
| 242        | Reto Hollenstein (SUI)    | AB         |
| 243        | Daniel Schorn (AUT)       | AB         |
| 244        | Blaž Jarc (SLO)           | AB         |
| 245        | Andreas Schillinger (GER) | AB         |
| 246        | André Schulze (GER)       | AB         |
| 247        | Timon Seubert (GER)       | AB         |
| 248        | Michael Schwarzmann (GER) | AB         |

| Saxo Bank SAX | Saxo Bank SAX              | Saxo Bank SAX |
| ------------- | -------------------------- | ------------- |
| Num           | Coureur                    | Pos           |
| 1             | Matteo Tosatto (ITA)       | 47e           |
| 2             | Jonas Aaen Jørgensen (DEN) | 104e          |
| 3             | Kasper Klostergaard (DEN)  | AB            |
| 4             | Karsten Kroon (NED)        | 18e           |
| 5             | Anders Lund (DEN)          | 105e          |
| 6             | Jarosław Marycz (POL)      | 103e          |
| 7             | Michael Mørkøv (DEN)       | AB            |
| 8             | Luke Roberts (AUS)         | 91e           |

| BMC Racing Team BMC | BMC Racing Team BMC            | BMC Racing Team BMC |
| ------------------- | ------------------------------ | ------------------- |
| Num                 | Coureur                        | Pos                 |
| 11                  | Philippe Gilbert (BEL) (route) | 75e                 |
| 12                  | Alessandro Ballan (ITA)        | 3e                  |
| 13                  | Michael Schär (SUI)            | 28e                 |
| 14                  | George Hincapie (USA)          | 52e                 |
| 15                  | Thor Hushovd (NOR)             | 55e                 |
| 16                  | Greg Van Avermaet (BEL)        | 4e                  |
| 17                  | Marcus Burghardt (GER)         | 36e                 |
| 18                  | Manuel Quinziato (ITA)         | AB                  |

| Omega Pharma-Quick Step OPQ | Omega Pharma-Quick Step OPQ    | Omega Pharma-Quick Step OPQ |
| --------------------------- | ------------------------------ | --------------------------- |
| Num                         | Coureur                        | Pos                         |
| 21                          | Tom Boonen (BEL)               | 1er                         |
| 22                          | Sylvain Chavanel (FRA) (route) | 10e                         |
| 23                          | Dries Devenyns (BEL)           | 46e                         |
| 24                          | Nikolas Maes (BEL)             | AB                          |
| 25                          | Gert Steegmans (BEL)           | AB                          |
| 26                          | Niki Terpstra (NED)            | 6e                          |
| 27                          | Matteo Trentin (ITA)           | AB                          |
| 28                          | Stijn Vandenbergh (BEL)        | 40e                         |

| Lotto-Belisol LTB | Lotto-Belisol LTB         | Lotto-Belisol LTB |
| ----------------- | ------------------------- | ----------------- |
| Num               | Coureur                   | Pos               |
| 31                | Gaëtan Bille (BEL)        | AB                |
| 32                | Sander Cordeel (BEL)      | AB                |
| 33                | Jens Debusschere (BEL)    | 70e               |
| 34                | Kenny Dehaes (BEL)        | AB                |
| 35                | Jonas Van Genechten (BEL) | AB                |
| 36                | Gert Dockx (BEL)          | 94e               |
| 37                | Marcel Sieberg (GER)      | 67e               |
| 38                | Frederik Willems (BEL)    | AB                |

| Team Sky SKY | Team Sky SKY               | Team Sky SKY |
| ------------ | -------------------------- | ------------ |
| Num          | Coureur                    | Pos          |
| 41           | Edvald Boasson Hagen (NOR) | 19e          |
| 42           | Bernhard Eisel (AUT)       | 54e          |
| 43           | Juan Antonio Flecha (ESP)  | 20e          |
| 44           | Mathew Hayman (AUS)        | 79e          |
| 45           | Jeremy Hunt (GBR)          | AB           |
| 46           | Christian Knees (GER)      | 58e          |
| 47           | Ian Stannard (GBR)         | 57e          |
| 48           | Christopher Sutton (AUS)   | AB           |

| AG2R La Mondiale ALM | AG2R La Mondiale ALM    | AG2R La Mondiale ALM |
| -------------------- | ----------------------- | -------------------- |
| Num                  | Coureur                 | Pos                  |
| 51                   | Manuel Belletti (ITA)   | 97e                  |
| 52                   | Martin Elmiger (SUI)    | AB                   |
| 53                   | Kristof Goddaert (BEL)  | 61e                  |
| 54                   | Gregor Gazvoda (SLO)    | AB                   |
| 55                   | Romain Lemarchand (FRA) | AB                   |
| 56                   | Sébastien Minard (FRA)  | 50e                  |
| 57                   | Lloyd Mondory (FRA)     | 33e                  |
| 58                   | Steve Houanard (FRA)    | AB                   |

| GreenEDGE GEC | GreenEDGE GEC             | GreenEDGE GEC |
| ------------- | ------------------------- | ------------- |
| Num           | Coureur                   | Pos           |
| 61            | Matthew Goss (AUS)        | AB            |
| 62            | Baden Cooke (AUS)         | AB            |
| 63            | Sebastian Langeveld (NED) | AB            |
| 64            | Jens Keukeleire (BEL)     | 31e           |
| 65            | Stuart O'Grady (AUS)      | AB            |
| 66            | Svein Tuft (CAN)          | AB            |
| 67            | Tomas Vaitkus (LTU)       | 87e           |
| 68            | Matthew Wilson (AUS)      | AB            |

| Astana AST | Astana AST               | Astana AST |
| ---------- | ------------------------ | ---------- |
| Num        | Coureur                  | Pos        |
| 71         | Assan Bazayev (KAZ)      | 73e        |
| 72         | Borut Božič (SLO)        | AB         |
| 73         | Dmitriy Gruzdev (KAZ)    | AB         |
| 74         | Jacopo Guarnieri (ITA)   | AB         |
| 75         | Maxim Iglinskiy (KAZ)    | 23e        |
| 76         | Valentin Iglinskiy (KAZ) | AB         |
| 77         | Dmitri Mouraviov (KAZ)   | 39e        |
| 78         | Simone Ponzi (ITA)       | AB         |

| Euskaltel-Euskadi EUS | Euskaltel-Euskadi EUS       | Euskaltel-Euskadi EUS |
| --------------------- | --------------------------- | --------------------- |
| Num                   | Coureur                     | Pos                   |
| 81                    | Pierre Cazaux (FRA)         | AB                    |
| 82                    | Ricardo García Ambroa (ESP) | AB                    |
| 83                    | Pello Bilbao (ESP)          | 92e                   |
| 84                    | Miguel Mínguez (ESP)        | AB                    |
| 85                    | Alan Pérez (ESP)            | AB                    |
| 86                    | Rubén Pérez (ESP)           | 62e                   |
| 87                    | Adrián Sáez (ESP)           | AB                    |
| 88                    | Pablo Urtasun (ESP)         | AB                    |

| FDJ-BigMat FDJ | FDJ-BigMat FDJ           | FDJ-BigMat FDJ |
| -------------- | ------------------------ | -------------- |
| Num            | Coureur                  | Pos            |
| 91             | William Bonnet (FRA)     | AB             |
| 92             | David Boucher (FRA)      | 88e            |
| 93             | Steve Chainel (FRA)      | 32e            |
| 94             | Anthony Geslin (FRA)     | AB             |
| 95             | Matthieu Ladagnous (FRA) | 16e            |
| 96             | Frédéric Guesdon (FRA)   | 65e            |
| 97             | Mickaël Delage (FRA)     | 76e            |
| 98             | Dominique Rollin (CAN)   | 106e           |

| Katusha KAT | Katusha KAT                         | Katusha KAT |
| ----------- | ----------------------------------- | ----------- |
| Num         | Coureur                             | Pos         |
| 101         | Alexander Porsev (RUS)              | AB          |
| 102         | Xavier Florencio (ESP)              | 17e         |
| 103         | Óscar Freire (ESP)                  | 12e         |
| 104         | Maxime Vantomme (BEL)               | 69e         |
| 105         | Vladimir Isaychev (RUS)             | 90e         |
| 106         | Alexander Kristoff (NOR) (route)    | 15e         |
| 107         | Aliaksandr Kuschynski (BLR) (route) | 93e         |
| 108         | Luca Paolini (ITA)                  | 7e          |

| Lampre-ISD LAM | Lampre-ISD LAM         | Lampre-ISD LAM |
| -------------- | ---------------------- | -------------- |
| Num            | Coureur                | Pos            |
| 111            | Daniele Righi (ITA)    | AB             |
| 112            | Manuele Mori (ITA)     | 68e            |
| 113            | Vitaliy Buts (UKR)     | AB             |
| 114            | Davide Cimolai (ITA)   | AB             |
| 115            | Massimo Graziato (ITA) | AB             |
| 116            | Danilo Hondo (GER)     | 34e            |
| 117            | Yuriy Krivtsov (FRA)   | AB             |
| 118            | Davide Viganò (ITA)    | AB             |

| Liquigas-Cannondale LIQ | Liquigas-Cannondale LIQ   | Liquigas-Cannondale LIQ |
| ----------------------- | ------------------------- | ----------------------- |
| Num                     | Coureur                   | Pos                     |
| 121                     | Peter Sagan (SVK) (route) | 5e                      |
| 122                     | Maciej Bodnar (POL)       | 102e                    |
| 123                     | Mauro Da Dalto (ITA)      | AB                      |
| 124                     | Fabio Sabatini (ITA)      | 13e                     |
| 125                     | Ted King (USA)            | 77e                     |
| 126                     | Kristjan Koren (SLO)      | AB                      |
| 127                     | Alan Marangoni (ITA)      | AB                      |
| 128                     | Daniel Oss (ITA)          | 60e                     |

| Movistar Team MOV | Movistar Team MOV               | Movistar Team MOV |
| ----------------- | ------------------------------- | ----------------- |
| Num               | Coureur                         | Pos               |
| 131               | Andrey Amador (CRC)             | 44e               |
| 132               | Imanol Erviti (ESP)             | 78e               |
| 133               | Jesús Herrada (ESP)             | AB                |
| 134               | Ignatas Konovalovas (LTU)       | AB                |
| 135               | Pablo Lastras (ESP)             | 100e              |
| 136               | José Iván Gutiérrez (ESP)       | AB                |
| 137               | Francisco Ventoso (ESP)         | AB                |
| 138               | Giovanni Visconti (ITA) (route) | AB                |

| Rabobank RAB | Rabobank RAB             | Rabobank RAB |
| ------------ | ------------------------ | ------------ |
| Num          | Coureur                  | Pos          |
| 141          | Lars Boom (NED)          | AB           |
| 142          | Jos van Emden (NED)      | AB           |
| 143          | Matti Breschel (DEN)     | 9e           |
| 144          | Tom Leezer (NED)         | AB           |
| 145          | Bram Tankink (NED)       | 53e          |
| 146          | Maarten Tjallingii (NED) | AB           |
| 147          | Dennis van Winden (NED)  | 81e          |
| 148          | Maarten Wynants (BEL)    | 25e          |

| Garmin-Barracuda GRS | Garmin-Barracuda GRS    | Garmin-Barracuda GRS |
| -------------------- | ----------------------- | -------------------- |
| Num                  | Coureur                 | Pos                  |
| 151                  | Tyler Farrar (USA)      | 101e                 |
| 152                  | Heinrich Haussler (AUS) | 30e                  |
| 153                  | Andreas Klier (GER)     | 84e                  |
| 154                  | Martijn Maaskant (NED)  | AB                   |
| 155                  | Jack Bauer (NZL)        | 64e                  |
| 156                  | Jacob Rathe (USA)       | 98e                  |
| 157                  | Johan Vansummeren (BEL) | 49e                  |
| 158                  | Sep Vanmarcke (BEL)     | 48e                  |

| RadioShack-Nissan RNT | RadioShack-Nissan RNT           | RadioShack-Nissan RNT |
| --------------------- | ------------------------------- | --------------------- |
| Num                   | Coureur                         | Pos                   |
| 161                   | Fabian Cancellara (SUI) (route) | AB                    |
| 162                   | Daniele Bennati (ITA)           | 96e                   |
| 163                   | Tony Gallopin (FRA)             | 24e                   |
| 164                   | Markel Irizar (ESP)             | AB                    |
| 165                   | Jesse Sergent (NZL)             | AB                    |
| 166                   | Yaroslav Popovych (UKR)         | 82e                   |
| 167                   | Hayden Roulston (NZL)           | 21e                   |
| 168                   | Grégory Rast (SUI)              | 11e                   |

| Vacansoleil-DCM VCD | Vacansoleil-DCM VCD   | Vacansoleil-DCM VCD |
| ------------------- | --------------------- | ------------------- |
| Num                 | Coureur               | Pos                 |
| 171                 | Stijn Devolder (BEL)  | AB                  |
| 172                 | Kris Boeckmans (BEL)  | 95e                 |
| 173                 | Gustav Larsson (SWE)  | 41e                 |
| 174                 | Björn Leukemans (BEL) | 14e                 |
| 175                 | Marco Marcato (ITA)   | 29e                 |
| 176                 | Wouter Mol (NED)      | 80e                 |
| 177                 | Mirko Selvaggi (ITA)  | AB                  |
| 178                 | Lieuwe Westra (NED)   | AB                  |

| Topsport Vlaanderen-Mercator TSV | Topsport Vlaanderen-Mercator TSV | Topsport Vlaanderen-Mercator TSV |
| -------------------------------- | -------------------------------- | -------------------------------- |
| Num                              | Coureur                          | Pos                              |
| 181                              | Laurens De Vreese (BEL)          | 86e                              |
| 182                              | Eliot Lietaer (BEL)              | AB                               |
| 183                              | Stijn Neirynck (BEL)             | AB                               |
| 184                              | Preben Van Hecke (BEL)           | 66e                              |
| 185                              | Sven Vandousselaere (BEL)        | AB                               |
| 186                              | Pieter Vanspeybrouck (BEL)       | AB                               |
| 187                              | Pieter Jacobs (BEL)              | 51e                              |
| 188                              | Jelle Wallays (BEL)              | AB                               |

| Landbouwkrediet-Euphony LAN | Landbouwkrediet-Euphony LAN | Landbouwkrediet-Euphony LAN |
| --------------------------- | --------------------------- | --------------------------- |
| Num                         | Coureur                     | Pos                         |
| 191                         | Frédéric Amorison (BEL)     | AB                          |
| 192                         | Koen Barbé (BEL)            | 83e                         |
| 193                         | Egidijus Juodvalkis (LTU)   | 35e                         |
| 194                         | Davy Commeyne (BEL)         | 56e                         |
| 195                         | Bert De Waele (BEL)         | 42e                         |
| 196                         | Kurt Hovelijnck (BEL)       | AB                          |
| 197                         | Baptiste Planckaert (BEL)   | 89e                         |
| 198                         | Jonathan Breyne (BEL)       | AB                          |

| Accent Jobs-Willems Veranda's ACC | Accent Jobs-Willems Veranda's ACC | Accent Jobs-Willems Veranda's ACC |
| --------------------------------- | --------------------------------- | --------------------------------- |
| Num                               | Coureur                           | Pos                               |
| 201                               | Leif Hoste (BEL)                  | 37e                               |
| 202                               | Andy Cappelle (BEL)               | 63e                               |
| 203                               | Arnoud van Groen (NED)            | AB                                |
| 204                               | Kévin Van Melsen (BEL)            | AB                                |
| 205                               | Staf Scheirlinckx (BEL)           | 99e                               |
| 206                               | Stefan van Dijk (NED)             | AB                                |
| 207                               | Rob Goris (BEL)                   | AB                                |
| 208                               | James Vanlandschoot (BEL)         | AB                                |

| Farnese Vini-Selle Italia FAR | Farnese Vini-Selle Italia FAR | Farnese Vini-Selle Italia FAR |
| ----------------------------- | ----------------------------- | ----------------------------- |
| Num                           | Coureur                       | Pos                           |
| 211                           | Kevin Hulsmans (BEL)          | 38e                           |
| 212                           | Luca Ascani (ITA)             | AB                            |
| 213                           | Pierpaolo De Negri (ITA)      | AB                            |
| 214                           | Francesco Failli (ITA)        | 43e                           |
| 215                           | Elia Favilli (ITA)            | 22e                           |
| 216                           | Oscar Gatto (ITA)             | 45e                           |
| 217                           | Luca Mazzanti (ITA)           | AB                            |
| 218                           | Filippo Pozzato (ITA)         | 2e                            |

| Argos-Shimano ARG | Argos-Shimano ARG        | Argos-Shimano ARG |
| ----------------- | ------------------------ | ----------------- |
| Num               | Coureur                  | Pos               |
| 221               | John Degenkolb (GER)     | 59e               |
| 222               | Roy Curvers (NED)        | AB                |
| 223               | Tom Dumoulin (NED)       | AB                |
| 224               | Tom Veelers (NED)        | AB                |
| 225               | Dominic Klemme (GER)     | AB                |
| 226               | Ramon Sinkeldam (NED)    | AB                |
| 227               | Tom Stamsnijder (NED)    | 85e               |
| 228               | Ronan van Zandbeek (NED) | AB                |

| Team Europcar EUC | Team Europcar EUC        | Team Europcar EUC |
| ----------------- | ------------------------ | ----------------- |
| Num               | Coureur                  | Pos               |
| 231               | Thomas Voeckler (FRA)    | 8e                |
| 232               | Sébastien Chavanel (FRA) | AB                |
| 233               | Cyril Gautier (FRA)      | AB                |
| 234               | Yohann Gène (FRA)        | AB                |
| 235               | Vincent Jérôme (FRA)     | 27e               |
| 236               | Alexandre Pichot (FRA)   | 74e               |
| 237               | Sébastien Turgot (FRA)   | 26e               |
| 238               | David Veilleux (CAN)     | 72e               |

| NetApp APP | NetApp APP                | NetApp APP |
| ---------- | ------------------------- | ---------- |
| Num        | Coureur                   | Pos        |
| 241        | Jérôme Baugnies (BEL)     | 71e        |
| 242        | Reto Hollenstein (SUI)    | AB         |
| 243        | Daniel Schorn (AUT)       | AB         |
| 244        | Blaž Jarc (SLO)           | AB         |
| 245        | Andreas Schillinger (GER) | AB         |
| 246        | André Schulze (GER)       | AB         |
| 247        | Timon Seubert (GER)       | AB         |
| 248        | Michael Schwarzmann (GER) | AB         |